# Sergio Martínez
Sergio Daniel Martínez Alzuri (Montevideo, 15 febbraio 1969) è un ex calciatore uruguaiano, di ruolo attaccante. Ha partecipato al campionato del mondo 1990 e ha vinto la Copa América 1995 con la nazionale di calcio uruguaiana.

## Carriera

### Club
Debutta nel calcio professionistico con il Defensor Sporting, squadra del natio Uruguay, il 16 ottobre 1986 contro il Central Español. Dopo aver vinto un titolo nazionale nel 1987, si trasferisce al Peñarol di Montevideo. Dopo venti reti con la maglia nero e oro, passa al Boca Juniors  in Argentina nel 1992; con il club segna 87 reti e diventa il settimo miglior marcatore nella storia della squadra. Prosegue la sua carriera in Spagna, al Deportivo la Coruña, con il quale gioca dal 1998. Nel 2000 passa al Club Nacional de Football, dove chiude la carriera nel 2001 a 33 anni.

### Nazionale
Ha giocato 34 partite con la nazionale di calcio dell'Uruguay e ha segnato 14 reti. Ha realizzato il calcio di rigore decisivo nella finale contro il Brasile durante la Copa América 1995 e ha partecipato a Italia 1990.

## Palmarès

### Club

#### Competizioni nazionali
- Campionato uruguaiano: 3

Defensor Sporting: 1987
Nacional: 2000, 2001
- Campionato argentino: 1

Boca Juniors: Apertura 1992

#### Competizioni internazionali
- Copa Oro: 1

Boca Juniors: 1993

### Nazionale
- Coppa America: 1

Uruguay 1995

### Individuale
- Capocannoniere della Supercoppa Sudamericana: 1

1991 (3 gol, a pari merito con Gaúcho, Charles e José Borrelli)